# نوکیا ئی۹۰
نوکیا E90 یک‌نمونه از گوشی‌های تلفن همراه سری E شرکت نوکیا می‌باشد که توسط همین شرکت به بازار عرضه شده‌است. این موبایل یکی دیگر از موبایل‌های دو صفحه نوکیا است که در سال ۲۰۰۶(میلادی) وارد بازار شد. این موبایل سیستم 3G دارد و از شبکه WFi پشتیبانی می‌کند. و دارای اشعه مادون قرمز است. نوکیاE90 دارای سیستم عامل سیمبیان۹٫۱ با رابط کاربری۳٫۱ است. نوکیاE90دارای دوربین۳٫۱۵ اصلی با فوکوس اتوماتیک و دوربین سلفی با قابلیت تماس تصویری است. این دارای یک صفحه کوچک در دسترس برای کارهای ضروری مانند تماس و پیام یا یک ایمیل فوری است؛ اما صفحه نمایشگر اصلی برای کارهایی مانند بازی، سرچ در اینترنت و دیگر کارهایی که به یک نمایشگر بزرگ لازم است، است.